# آیری تایرا
آیری تایرا (انگلیسی: Airi Taira؛ زادهٔ ۱۲ دسامبر ۱۹۸۴) بازیگر اهل ژاپن است.
از فیلم‌ها یا برنامه‌های تلویزیونی که وی در آن نقش داشته‌است می‌توان به پسران قرن بیستم، جو-آن: آخرین نفرین اشاره کرد.